# Gimcheon Sangmu FC
Der Gimcheon Sangmu Football Club ist ein Fußballfranchise aus Gimcheon, Südkorea. Das Franchise spielt in der K League 1, der höchsten Spielklasse Südkoreas. Anfang 2021 wurde der Verein offiziell gegründet.

## Geschichte

### Vorgeschichte (1984–2020)

Gwangju Sangmu FC-Logo

Sangju Sangmu FC-Logo

Gegründet wurde der Verein ursprünglich 1984 als halbprofessioneller Sangmu FC. Bis 1983 existierten in Südkorea verschiedenste Militärvereine – diese sollten im Sangmu FC zusammengeschlossen werden. 2003 ging aus Sangmu FC der professionelle Gwangju Sangmu FC hervor, der bis 2010 bestand. Anschließend bestand von 2011 bis 2020 der Verein Sangju Sangmu FC. Sportliche Erfolge konnten weder in Gwangju noch in Sangju erreicht werden.

### Vorbereitung & Gründung (2020/21)
Als neuen Standort für den Verein fand das Militär die Stadt Gimcheon. Das Militär unterzeichnete mit der Stadtverwaltung von Gimcheon einen Kooperationsvertrag, wonach der Verein sich in Gimcheon niederlassen kann. Offiziell wird der Verein Anfang 2021 gegründet. Erster Trainer des Vereins wird Kim Tae-wan. Die Vereinsführung stellte am 8. Dezember 2020 das neue Vereinslogo vor.

## Erfolge
- Südkoreanischer Zweitligameister: 2021, 2023

## Saisonplatzierung
| Saisonplatzierung | Saisonplatzierung | Saisonplatzierung | Saisonplatzierung | Saisonplatzierung | Saisonplatzierung | Saisonplatzierung | Saisonplatzierung | Saisonplatzierung | Saisonplatzierung | Saisonplatzierung | Saisonplatzierung | Saisonplatzierung |
| ----------------- | ----------------- | ----------------- | ----------------- | ----------------- | ----------------- | ----------------- | ----------------- | ----------------- | ----------------- | ----------------- | ----------------- | ----------------- |
| Saison            | Liga              | Div.              | Vereine           | Spiele            | Platz             | S                 | U                 | N                 | Tore              | Punkte            | FA Cup            |                   |
| 2021              | K League 2        | 2                 | 10                | 36                | 1. ▲              | 20                | 11                | 5                 | 60:34             | 71                | Viertelfinale     |                   |
| 2022              | K League 1        | 1                 | 12                | 38                | 11. ▼             | 8                 | 14                | 16                | 45:48             | 38                | 3. Hauptrunde     |                   |
| 2023              | K League 2        | 2                 | 13                | 36                | 1. ▲              | 22                | 5                 | 9                 | 71:37             | 38                | 3. Runde          |                   |
| 2024              | K League 1        | 1                 | 12                | 28                | 3.                | 18                | 8                 | 11                | 55:41             | 63                | Achtelfinale      |                   |

## Stadion
| Stadion | Name             | Eigentümer               | Eröffnung | Kapazität | Nutzungszeitraum | Nutzungszeitraum |
| Stadion | Name             | Eigentümer               | Eröffnung | Kapazität | Von              | Bis              |
| ------- | ---------------- | ------------------------ | --------- | --------- | ---------------- | ---------------- |
|         | Gimcheon-Stadion | Stadtverwaltung Gimcheon | 25.000    | 2000      | 2021             |                  |

## Trainerchronik
| Trainer         | Nation   | von               | bis              |
| --------------- | -------- | ----------------- | ---------------- |
| Kim Tae-wan     | Südkorea | 25. November 2016 | 9. Dezember 2022 |
| Sung Han-soo    | Südkorea | 3. Januar 2023    | 25. Mai 2023     |
| Chung Jung-yong | Südkorea | 26. Mai 2023      |                  |

## Aktueller Kader
| Nr. |           | Position | Name          |
| --- | --------- | -------- | ------------- |
| 2   | Korea Sud | MF       | Goo Bon-cheul |
| 3   | Korea Sud | MF       | Kim Hyeon-ug  |
| 4   | Korea Sud | MF       | Kim Jin-gyu   |
| 5   | Korea Sud | MF       | Kim Dong-hyun |
| 8   | Korea Sud | AB       | Yoon Jong-gyu |
| 9   | Korea Sud | AB       | Lee Sang-min  |
| 10  | Korea Sud | AB       | Kim Jae-woo   |
| 11  | Korea Sud | MF       | Won Du-jae    |
| 14  | Korea Sud | MF       | Kang Hyun-muk |
| 15  | Korea Sud | MF       | Kim Bong-soo  |
| 16  | Korea Sud | MF       | Seo Min-woo   |
| 17  | Korea Sud | TW       | Kim Jun-hong  |
| 18  | Korea Sud | ST       | Yu Kang-hyun  |
| 20  | Korea Sud | AB       | Kim Min-deok  |
| 21  | Korea Sud | TW       | Kim Dong-heon |
| 22  | Korea Sud | MF       | Kim Dae-won   |
| 23  | Korea Sud | AB       | Park Soo-il   |

| Nr. |           | Position | Name             |
| --- | --------- | -------- | ---------------- |
| 24  | Korea Sud | AB       | Jo Jin-woo       |
| 25  | Korea Sud | AB       | Park Seung-wook  |
| 26  | Korea Sud | ST       | Kim Min-jun      |
| 27  | Korea Sud | ST       | Mo Jae-hyeon     |
| 28  | Korea Sud | MF       | Lee Jin-yong     |
| 29  | Korea Sud | MF       | Choi Gi-yun      |
| 30  | Korea Sud | AB       | Lee Sang-min     |
| 31  | Korea Sud | TW       | Kang Hyeon-mu    |
| 32  | Korea Sud | ST       | Jung Chi-in      |
| 33  | Korea Sud | AB       | Cho Hyun-taek    |
| 35  | Korea Sud | AB       | Hong Uk-hyeon    |
| 40  | Korea Sud | ST       | Lee Young-jun    |
| 41  | Korea Sud | TW       | Jeong Myeong-jae |
| 77  | Korea Sud | AB       | Kim Tae-hyeon    |
| 88  | Korea Sud | AB       | Park Min-gyu     |
| 99  | Korea Sud | ST       | Lee Joong-min    |

## Rivalität
Die Fans von Gimcheon Sangmu FC haben mit keinem Verein eine Rivalität. Freundschaften pflegen sie ebenso keine.